# Thierry Philipponnat
Pour les articles homonymes, voir Philipponnat.
 (septembre 2017).
Thierry Philipponnat, né le 25 juillet 1961, est un banquier français, spécialiste de la finance et du lien entre théorie et pratique économique.
Il est chef économiste de l'ONG Finance Watch.

## Biographie
Issu d’une grande famille de champagne, formé en France et aux États-Unis, il est diplômé de l'Institut d'Études Politiques de Paris et titulaire d'un Diplôme d’Études Approfondies en économie.
Thierry Philipponnat a exercé pendant vingt ans dans la finance à Londres et à Paris, période pendant laquelle il a notamment été trader chez UBS, banque suisse, membre des comités exécutifs d'Euronext et du London Financial Futures and options Exchange (LIFFE).
Depuis 2006, il étudie particulièrement le lien entre économie, finance et société. Durant cette période, il a été membre du Bureau exécutif d'Amnesty International France et s’est impliqué dans différentes campagnes et actions de lobbying sur l'impact du secteur financier sur les droits humains. En 2009 et 2010, il représente Amnesty International auprès du Représentant spécial du Secrétaire Général des Nations unies sur les droits humains et le monde des affaires John Ruggie ainsi qu’auprès de la Commission européenne sur les questions de responsabilité sociale des entreprises.
À la suite d’un appel lancé par des députés européens en juin 2010, il fonde en avril 2011 Finance Watch, organisation spécialisée sur les questions de réglementation financière, qu'il dirige jusqu'en mai 2014 en lui donnant comme axe de travailler à la promotion d’une finance au service de la société. Au cours de son mandat, il oriente l’activité de Finance Watch vers les thématiques d’aléa moral et de conflits d’intérêt en finance, d’objet de la fonction financière, d’équité des marchés et de protection des consommateurs. Il intervient dans de nombreuses auditions parlementaires, notamment à Bruxelles (Parlement européen), Paris, Berlin et Londres, consacrées aux réglementations financières européennes (CRD IV / CRR, MIFID / MIFIR, PRIIPS, MAR / MAD et BRRD), aux réglementations nationales traitant de la structure des banques, à la crise financière, aux scandales du Libor et de l’Euribor et à la question du trading à haute fréquence.
Le 22 mars 2012, il écrit une lettre au Sénat des États-Unis pour l’inciter à ne pas céder aux pressions du lobby financier. Cette lettre est lue en séance par le Sénateur Jeff Merkley et entrée officiellement comme document support des débats du Sénat US. En avril 2013, il reçoit la médaille Theodor Heuss (de) à Stuttgart au nom de Finance Watch en reconnaissance du travail réalisé pour l’intérêt général. Le 7 octobre 2013, il donne la leçon inaugurale de l’année académique de l’Université catholique de Louvain sur le thème du nécessaire équilibre à trouver entre intérêt général et intérêts particuliers.
D'après Le Monde, il est, au printemps 2013, « l'un des principaux détracteurs de la loi de séparation des activités bancaires », « la jugeant trop timorée ».
Le 26 novembre 2013, il devient membre du Collège de l'Autorité des Marchés Financiers, nommé, par Claude Bartolone, le président socialiste de l'Assemblée nationale,.
Il est ensuite directeur du think tank économique Institut Friedland, et il est élu président du Forum pour l'investissement responsable en juin 2015.
Il rejoint Finance Watch à nouveau en 2019 comme Directeur de la Recherche et du Plaidoyer.
Il détenait par ailleurs plusieurs mandats de régulateur financier, d’une part avec l’Autorité des Marchés Financiers en tant que membre du Collège, Président de la Commission Climat et Finance Durable,,, et Président de la Commission consultative marchés, et d’autre part avec l’Autorité de Contrôle Prudentiel et de Résolution en tant que membre de la Commission des Sanctions, du Comité Scientifique et de la Commission Climat et Finance Durable.
En janvier 2020 il est nommé membre du Groupe d'Experts Techniques sur la finance durable de la Commission européenne, et en octobre de la même année de la Plateforme sur la finance durable de la Commission européenne,au sein de laquelle il travaille sur l’extension de la Taxonomie européenne des activités durables à des objectifs sociaux.
Après avoir échoué à en devenir le president lors de la nomination de Robert Ophèle, ancien sous-gouverneur de la Banque de France, il démissionne  du collège de l'Autorité des Marchés Financiers et de ses mandats le mercredi 26 octobre 2022, quelques jours après la confirmation à la présidence de Marie-Anne Barbat-Layani.

## Contributions
Auteur de plusieurs ouvrages et de nombreux articles et essais traitant d'économie, de finance, de réglementation financière, d'investissement socialement responsable et de responsabilité sociale des entreprises, il intervient fréquemment sur les questions économiques et financières, notamment à Paris, Londres, Berlin, Zurich, New-York et Bruxelles.
Son travail s’articule d’une part autour de la question de la prise en compte du temps par la théorie économique et de la stabilité des schémas explicatifs des structures économiques et, d’autre part, autour du lien entre finance et économie productive.
Dans Cheminement en économie non-newtonienne (1990), il développe la notion de déterminisme temporaire en économie théorique à partir d’une analyse des états d’équilibre stable et instable rencontrés dans les systèmes économiques.
Il reprend la notion en 2017 dans Le capital de l'abondance à l'utilité en montrant en quoi les économistes fonctionnent largement selon un mécanisme d’hystérésis consistant à appliquer aux situations actuelles des schémas explicatifs correspondant à des circonstances historiques passées. Il arrive à la conclusion que l’absence de prise en compte de l’évolution des structures économiques condamne nombre de politiques économiques, par exemple les politiques monétaires fondées sur la théorie quantitative de la monnaie et sur la règle de Taylor, à l’impuissance. Il analyse la façon dont le processus d’allocation des ressources financières est devenu inefficace du fait d’un détournement du capital loin de l’économie productive ainsi que d’une utilisation généralisée du Capital Asset Pricing Model dont il est très critique.
Son analyse du lien entre finance et économie l’amène à montrer que le détournement du capital financier loin de l’économie productive n’est pas un phénomène lié à la spéculation mais, au contraire, au développement de techniques permettant d’intervenir massivement sur les marchés financiers sans s’exposer à l’évolution des cours. Il considère que la clef pour orienter le capital vers un usage productif réside dans la nature et l’objectif des produits et des services financiers développés,.
Dans La capture (2014), il décrit avec Christian Chavagneux le processus par lequel les intérêts financiers particuliers prennent souvent le pas sur l’intérêt général et la façon de rééquilibrer le débat.
En matière de responsabilité sociétale des entreprises, il développe une analyse visant à comprendre les conditions de la compatibilité de cette dernière avec la performance économique en tant que condition de sa généralisation. L’un des fils conducteurs de ses travaux comme de son action de responsable associatif consiste à rechercher un équilibre qu’il considère comme indispensable entre l’intérêt général et les intérêts particuliers.
Depuis 2019, sa recherche se concentre sur le lien entre la réglementation prudentielle, la stabilité financière et l'économie,, l'impact du changement climatique sur la stabilité financière,,, la finance durable,, et le développement de politiques budgétaires durables,, et la conception d'une taxonomie sociale visant à favoriser le financement d'une économie inclusive et socialement durable.
En avril 2021, ses propositions contenues dans le rapport Breaking the climate-finance doom loop pour résoudre la question de l’instabilité financière liée au changement climatique sont reconnues par un panel international de 50 banques, ONG, universitaires et régulateurs comme étant à la fois les plus impactantes et les plus faisables.

## Publications
- Cheminement en économie non-newtonienne[45], La Pensée universelle, 1990.
- La responsabilité des entreprises en matière de droits de l'homme[46] (La Documentation française, 2008 – ouvrage collectif dirigé par Olivier Maurel – Université Paris XII).
- La capture[47] (La Découverte, 2014, avec Christian Chavagneux).
- Le capital de l'abondance à l'utilité[48] (Rue de l'échiquier, 2017).
- Negociating Brexit[49], Beck-Hart-Nomos, 2017, ouvrage collectif dirigé par John Armour et Horst Eidenmüller.
- How can safer banks hurt the EU economy[50]? (Finance Watch, 2019).
- Breaking the climate-finance doom loop[51] (Finance Watch, 2020).
- Debt sustainability and a sustainable COVID recovery[43] (Finance Watch, 2020).
- 10 Principles for a Sustainable Recovery[52] (Finance Watch, 2020).
- Quel est notre futur ?[53] (NEF, Ramsay, ouvrage collectif, 2021).
- ISR et Finance responsable (Éditions Ellipses, co-auteur, 2022).
- The problem lies in the net - How finance can contribute to making the world reach its greenhouse gas net-zero target [54](Finance Watch, 2022).
- Regulating ESG ratings to strengthen sustainable investors[55] (Finance Watch, 2023)
- Finance in a hot house world - A call for economic models that do not mislead, scenario analyses that prepare the market, and a new prudential tool (Finance Watch[56], 2023)
- Europe’s coming investment crisis - What if capital markets could only meet a third of Europe’s essential funding needs? (Finance Watch[57], 2024)
- Artificial intelligence in finance - how to trust a black box?[58] (Finance Watch, 2025)